# 肥後かおり
肥後 かおり（ひご かおり、1969年3月12日 - ）は、鹿児島県・鹿児島市（旧日置郡松元町）出身の女子プロゴルファーである。鹿児島県立鹿児島西高等学校卒業。所属は現在フリー。

## 経歴
- 1986年3月、高校在校中はソフトボール部に所属[2]。
- 葛城GCに所属し、寺下郁夫に師事する。1989年ツアープロ登録。1992年に安比高原レディースで初優勝をかざると、同年に初めてのシード権を獲得。翌1993年は優勝こそなかったものの安定した成績を収め賞金ランキング12位となる。以降2004年まで賞金ランキングでは20位以内をキープ。特に1997年から2001年までの5年間は、賞金ランキング7位、4位、3位、6位、2位と賞金女王にはなれなかったものの、女子プロゴルフツアーの中心選手の一人として活躍した。
- 2004年の日本女子プロの優勝によって、2000年の日本女子オープン、2001年のLPGAツアーチャンピオンシップと合わせて、当時の公式戦（メジャー大会）3大会の全てで優勝を飾った。後に公式戦へ昇格することとなるグンゼカップワールドレディス（現ワールドレディスチャンピオンシップ、当時から、日本の女子ゴルフツアーでは珍しい4日間大会だった）も1995年に優勝しており、大舞台での勝負強さも兼ね備えたゴルファーである。
- 2000年代中盤以降、優勝から遠ざかっている（前述の2004年の日本女子プロが現在のところ最後の優勝）。2009年10月現在、国内ツアー通算17勝、生涯獲得賞金は7億円をこえて歴代4位にランクされるなど、女子プロゴルフの歴史に名を残す実績を誇っている。
- 2009年11月、1993年から17年連続で獲得してきた賞金シードからの陥落が決まった。それでもファイナルQTにおいて11位に食い込み、2010年もある程度のツアー出場権を確保している。
- 前述の17年連続賞金シード入りは2018年に李知姫に抜かれるまでは、不動裕理、服部道子と並ぶLPGAツアー記録であった[3]。